# Amīr Gavābor
Amīr Gavābor (persiska: امیر گوابر) är en ort i Iran.   Den ligger i provinsen Gilan, i den norra delen av landet, 170 km nordväst om huvudstaden Teheran. Amīr Gavābor ligger 171 meter över havet och antalet invånare är 143.
Terrängen runt Amīr Gavābor är bergig söderut, men norrut är den kuperad.Runt Amīr Gavābor är det ganska tätbefolkat, med 134 invånare per kvadratkilometer. Närmaste större samhälle är Rūdsar, 17,6 km norr om Amīr Gavābor. I omgivningarna runt Amīr Gavābor växer i huvudsak blandskog.